# Nereis mollis
Nereis mollis är en ringmaskart som beskrevs av Carl von Linné 1761. Nereis mollis ingår i släktet Nereis och familjen Nereididae. Inga underarter finns listade i Catalogue of Life.